# Горските мечоци: Завръщане на Земята
„Горските мечоци: Завръщане на Земята“ (на китайски: 熊出沒·重返地球) е китайска компютърна анимация от 2022 г. и е осмият филм от поредицата „Горските мечоци“ и десетият юбилеен филм. Режисьор е Лин Хуида, а сценарият е на Уан Кин, Ксу Йън и Жанг Лин. Премиерата на филма се състои в Китай на 1 февруари 2022 г.

## В България
В България филмът излиза по кината на 19 май 2023 г. от „Про Филмс“.

### Нахсинхронен дублаж
| Роля          | Изпълнител |
| ------------- | --- |
| Брембъл       | Радослав Рачев |
| Браяр         | Стефан Сърчаджиев-Съра |
| Ави           | Михаела Тюлева |
| Вик           | Сотир Мелев |
| г-жа Круз     | Надежда Панайотова |
| г-н Круз      | Стефан Иванов |
| Тики          | Георги Спасов |
| Други гласове | Симеон Дамянов Виктор Иванов Цветослава Симеонова Марио Иванов Николай Петров Денислав Димитров Евгения Ангелова Ангелина Русева Тодор Тодоров Росен Пенчев Константин Лунгов Августина-Калина Петкова Петър Калчев |

| Обработка           | студио „Про Филмс“           |
| ------------------- | ---------------------------- |
| Режисьор на дублажа | Ангелина Русева              |
| Тонрежисьори        | Марио Иванов Станислав Донев |
| Преводач            | Габриела Георгиева           |